# Pseudeuophrys erratica
Pseudeuophrys erratica là một loài nhện trong họ Salticidae.
Loài này thuộc chi Pseudeuophrys. Pseudeuophrys erratica được Charles Athanase Walckenaer miêu tả năm 1826.

## Hình ảnh

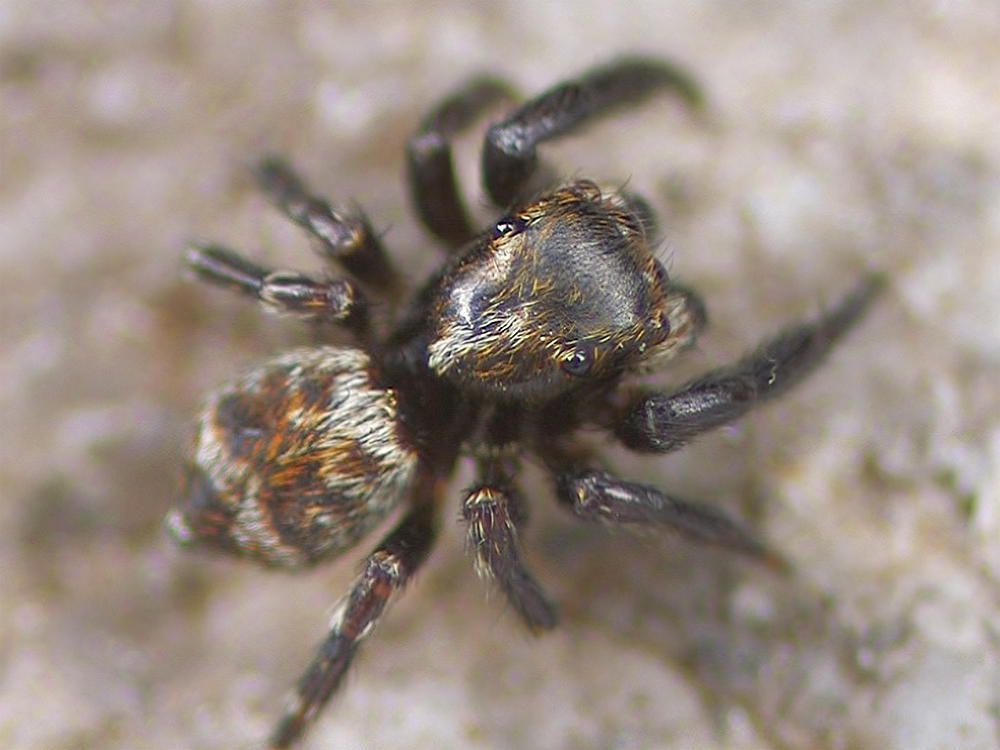
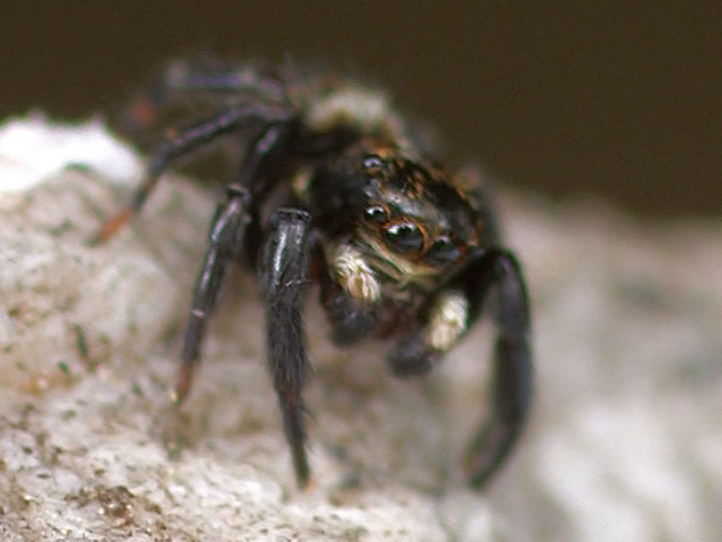
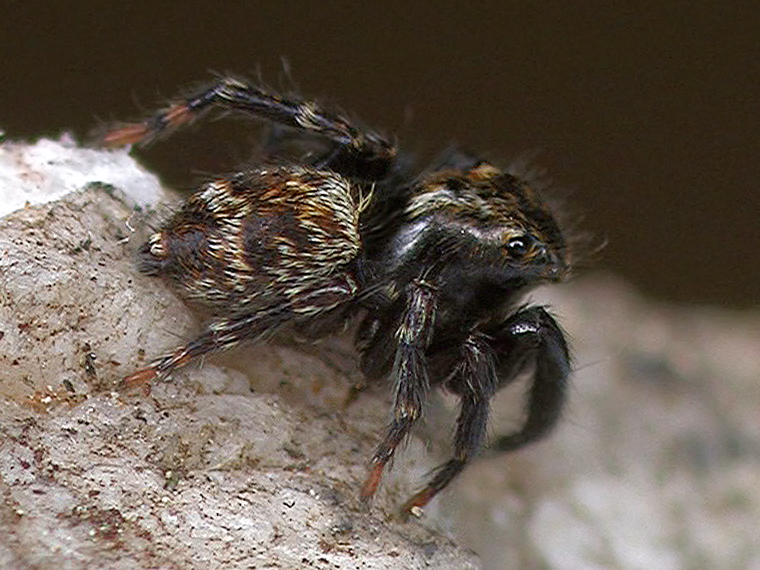
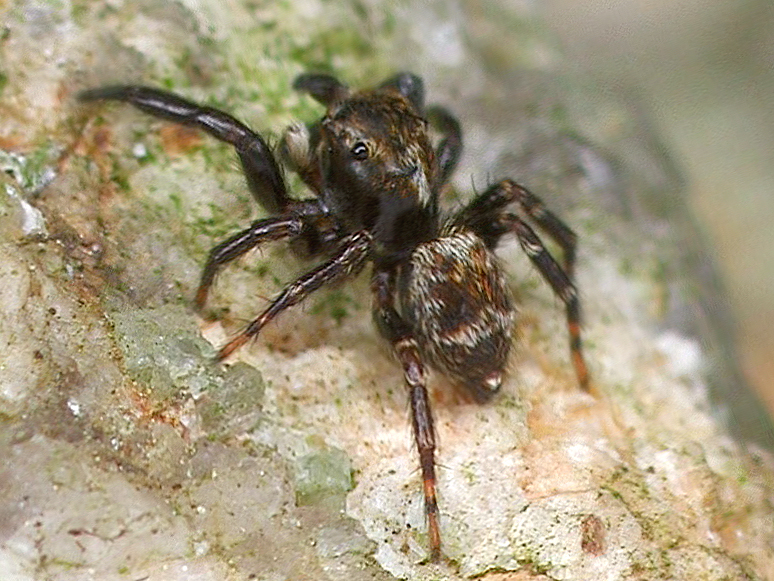